# درويش

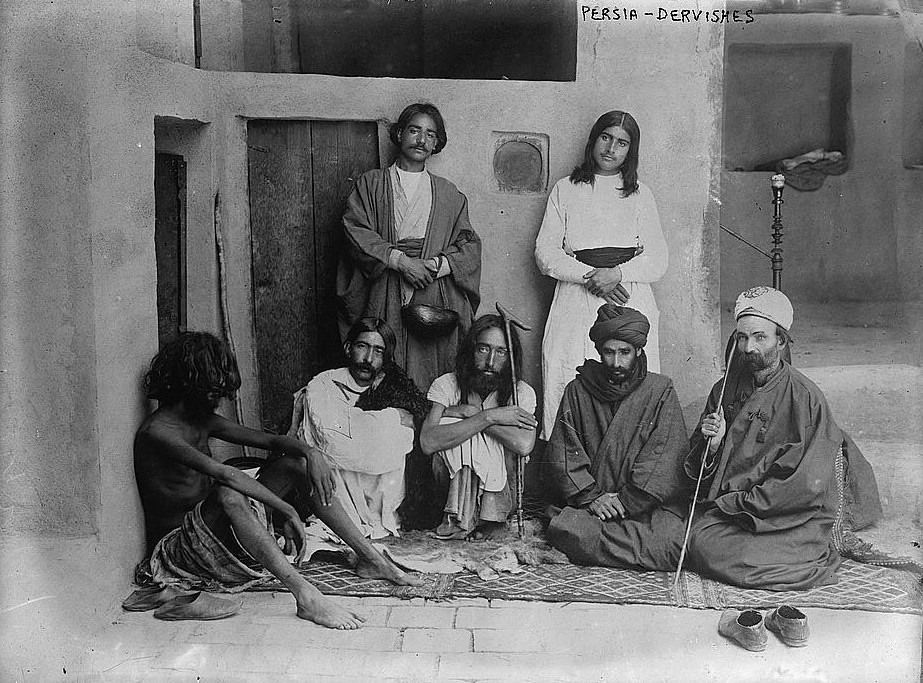
دراويش إيرانيين

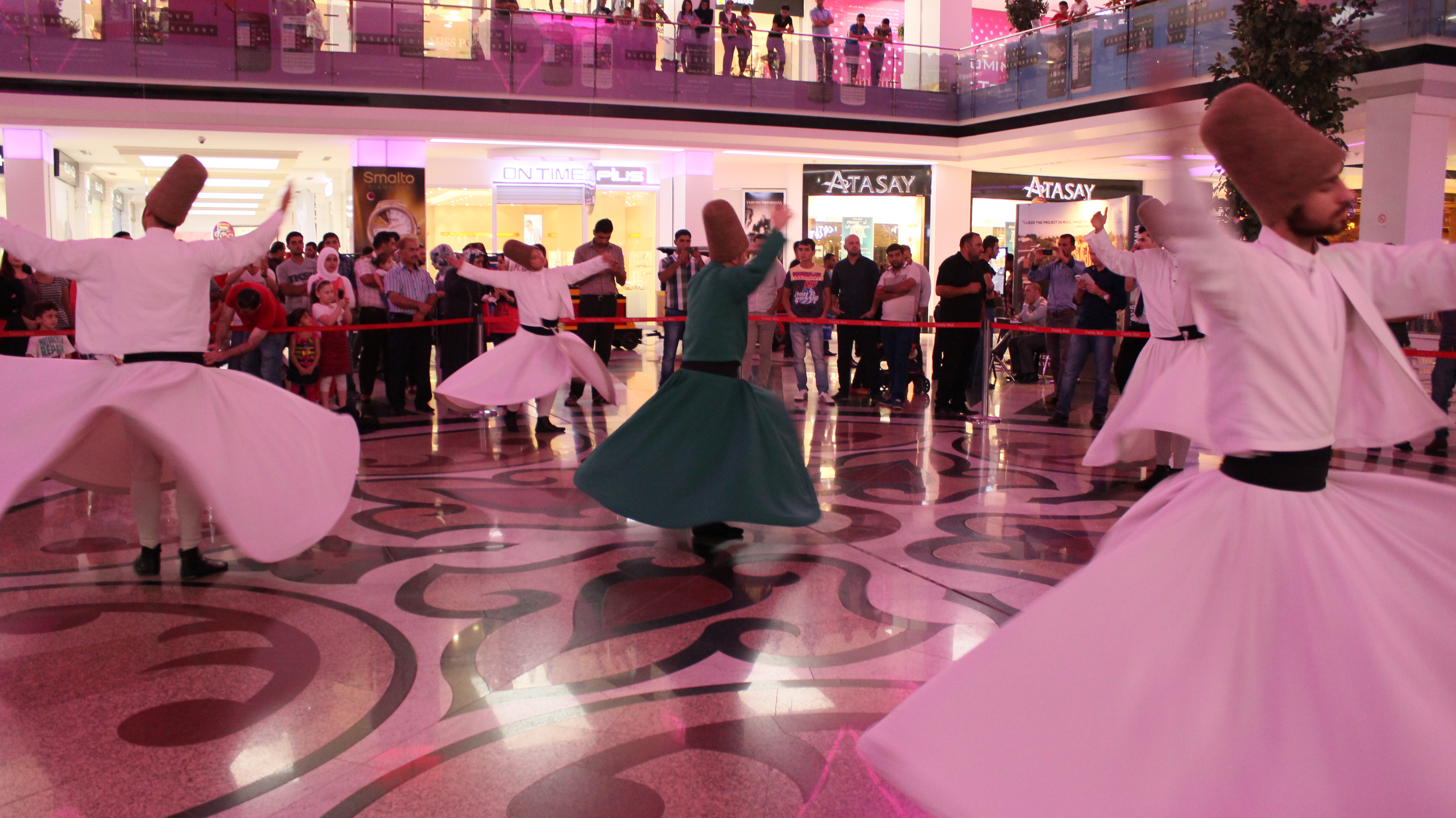
دراويش أكراد

الدراويش هم زهاد بعض الطرق الصوفية شديدي الفقر والمتقشفين عن اقتناع وإيمان. وهم يعيشون على إحسان الآخرين زهدا بامتلاك أي أملاك مادية.[بحاجة لمصدر] وهم يسمون «درفيش» في فارس و"Dervish" في تركيا كما يعرف الدرويش بال«فقير» في بعض الأحيان وخاصة في الهند.
اشتهر الدراويش الصوفيون بحكمتهم، ومعرفتهم بالطب والشعر والذكاء والدهاء.

## التسمية
تعود تسمية الدرويش إلى المصدر الفارسي «در» وتعني «الباب» فالدرويش تعني «الشخص الذي يفتح الباب». كما ذكر أن اصلها من كلمة «دريهو» الفارسية القديمة والتي تعني «المعوز». وردها البعض لكلمة «دار» بالعربية والتي تعني «منزل». فالدرويش هو الشخص الذي يدور من دار إلى دار طالبا للإحسان. وبالعربية الحديثة أصبحت كلمة درويش تدل على شخص بسيط فقير لكن مكتفي الحال. أما الغربيون فاطلقوا وصف «الدرويش» على المجاهدين الذين قاوموا احتلال الغرب لمناطقهم، مثل المهدي في انتفاضة المهدي ضد الإنجليز في السودان وثورة محمد عبد الله حسن في الصومال.
وتطلق هذه اللفظة للتندر على شخص ووصفه بأنه درويش أو الجماعة بأنهم دراويش.

## الدرويش الصوفي

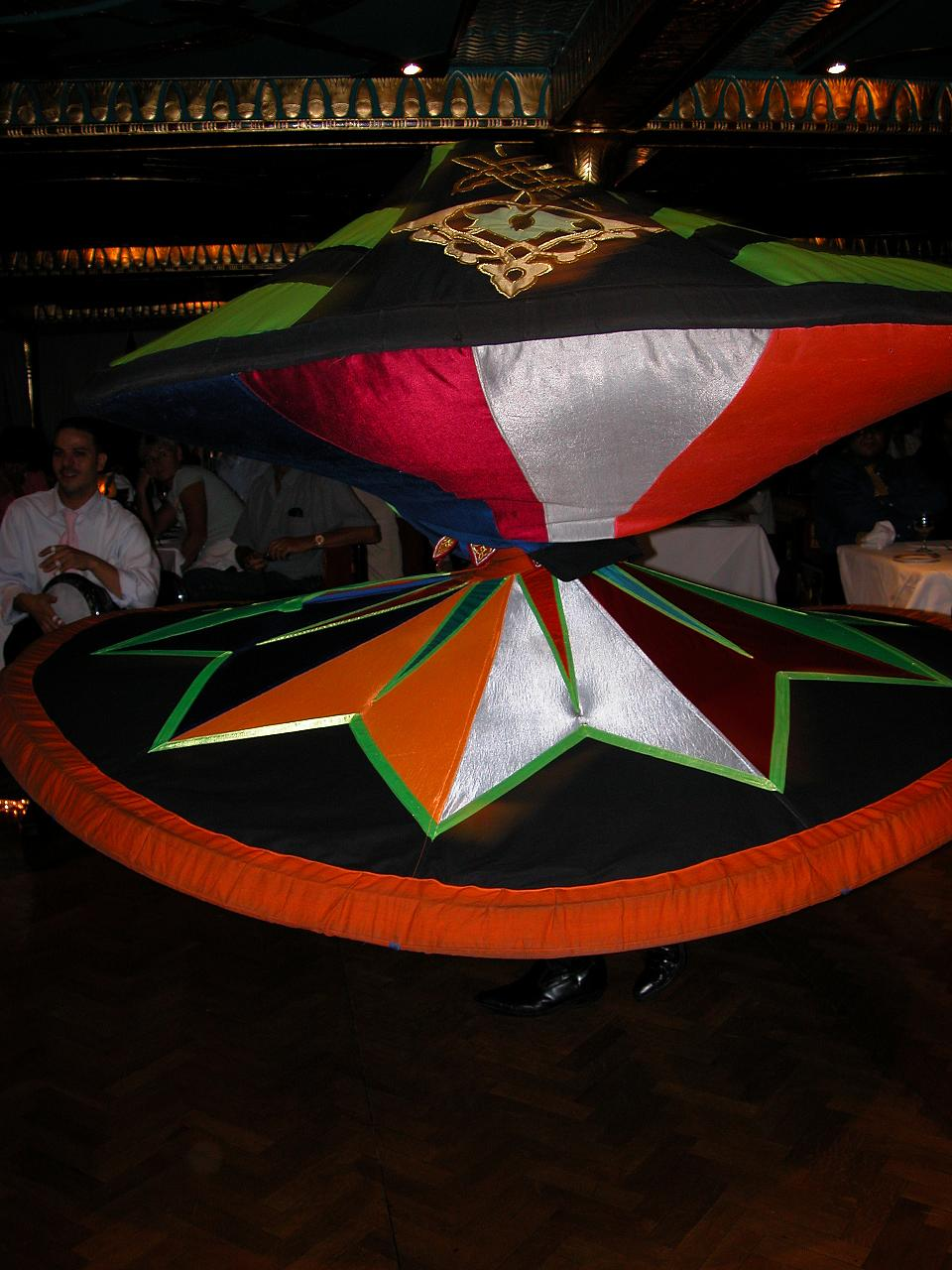
من عادات بعض الدراويش.

الدروشة في الصوفية هي أولى درجات الترقي في التطور الروحي. والدراويش الصوفيون هم زهاد اتخذوا باب التسول للتدرب على البساطة والتواضع والابتعاد عن التملك المادي. ومن شروط نجاحهم أن لا يتسولوا لأنفسهم أو لأغراض ذاتية وعليهم التبرع بكل ما يحصِلونَهُ إلى فقراء آخرين. ومنهم من يعمل بمهن محددة. فالدراويش القادرية هم صيادو أسماك في مصر.

## أصولهم

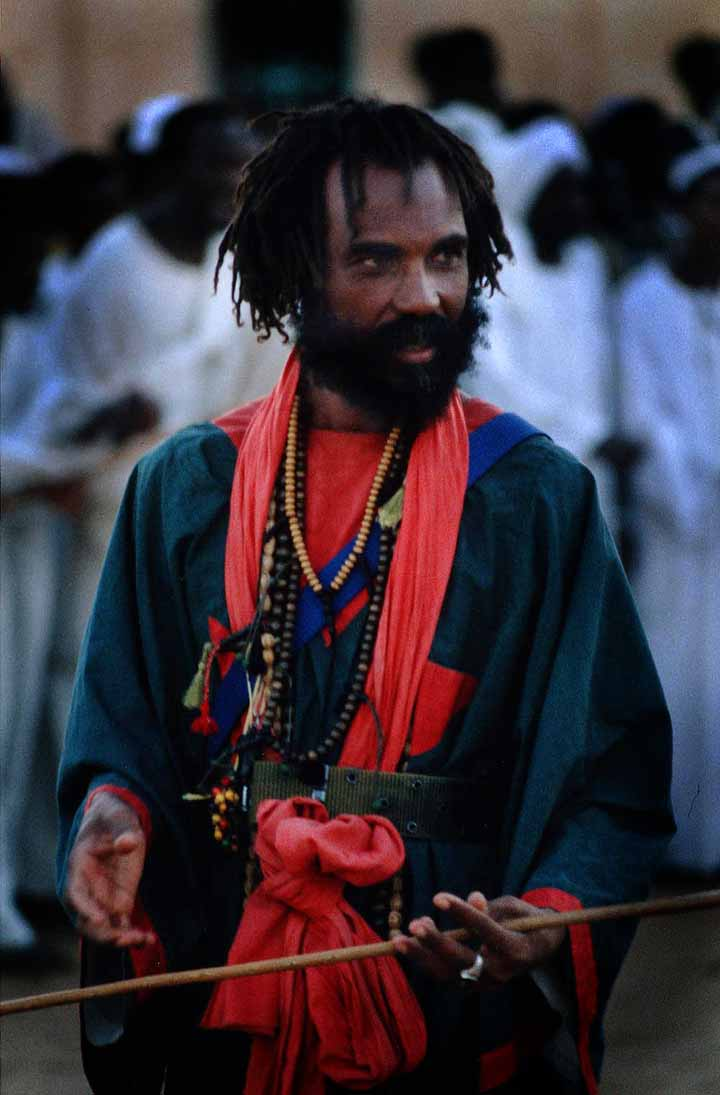
درويش سوداني معاصر - 2005م

من الطرق الصوفية التي اعتمدت الدروشة القادرية والرفاعية والمولوية البكداشية والسنوسية. وجميعهم ينسبونه سلسلة من الشيوخ والقديسين والمعلمين الذين يرجعون إما إلى علي بن أبي طالب أو أبو بكر الصديق. والجدير ذكره أن الرفاعيون نشروا مبادءهم إلى بلاد شمال أفريقيا، تركيا، بلاد البلقان، فارس، الهند، أفغانستان وطاجيكستان.
كما وصف بعض رجال الدين المسلمين الدروشة بالبدعة وأخرجها من أسس المعتقدات الإسلامية.

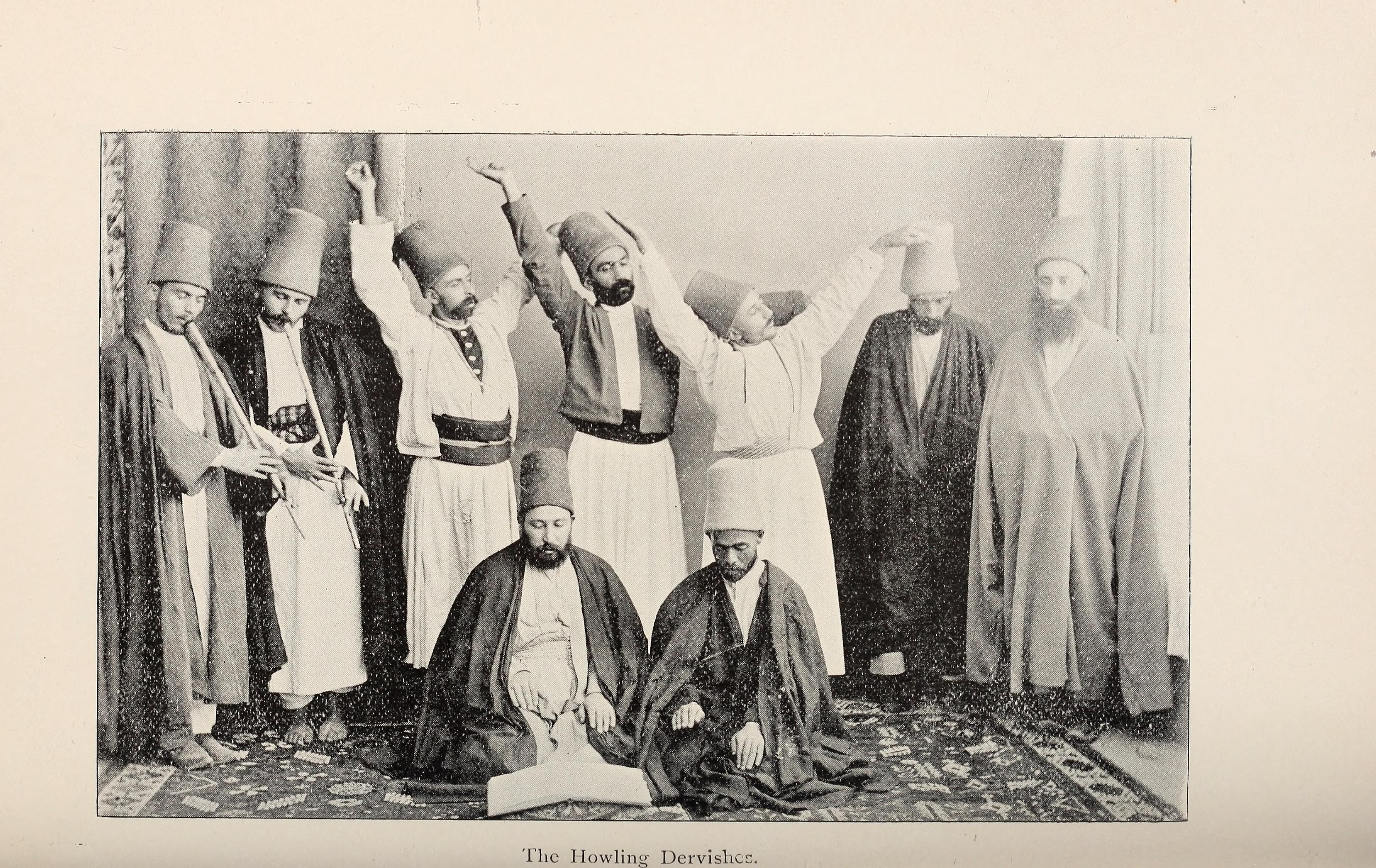